# Atli Pætursson Dam
Atli Pætursson Dam vagy Atli Dam (Tvøroyri, 1932. szeptember 12. – Tórshavn, 2005. február 7.) feröeri politikus, a Javnaðarflokkurin (Szociáldemokrata Párt) egykori elnöke. Összesen 16 évig volt Feröer miniszterelnöke és 21 évig töltötte be pártjának elnöki tisztét.

## Pályafutása
1964-ben gépészmérnöki diplomát szerzett. 1981-1985 között, illetve 1989 januárjától egy pénzügyi cég vezérigazgató-helyettese volt.
1970-től 1994-ig – miniszterelnöki időszakait leszámítva – a Løgting tagja volt, 1990-től 1994-ig pedig a Folketing két feröeri képviselőjének egyike is. 1970 és 1981 között megszakítás nélkül ő töltötte be a miniszterelnöki posztot. 1985-1989 között még egy teljes ciklust kitöltött, majd 1991-1993-ig újra ő volt a miniszterelnök, amíg egészségügyi okokból át nem adta a posztot párttársának, Marita Petersennek. 1989-1991-ig az Északi Tanácsban képviselte hazáját.
1972-től 1993-ig a szociáldemokraták elnöki posztját is betöltötte, és apjához hasonlóan fontos politikai szereplő volt. Ügyes tárgyalópartnerként tartották számon. Legnagyobb politikai sikerei közé számít a feröeri természeti kincsek fölötti rendelkezés 1992-es átvétele az akkori dán államminisztertől, Poul Schlütertől. Ez magában foglalja a kontinentális talapzatban esetlegesen megtalált kőolajkincs feletti rendelkezés jogát is, ami a kutatófúrások sikeressége esetén a Dániától való gazdasági függetlenedés lehetőségét jelenti.

## Magánélete
Szülei Peter Mohr Dam kétszeres miniszterelnök Tvøroyriből és Sigrid Ragnhild szül. Strøm Trongisvágurból. Felesége Oddvør Sólvá szül. Hovgaard Tvøroyriból. Lánya, Helena Dam á Neystabø (szül. 1955) is fontos szerepet tölt be Feröer politikai életében.

## Fordítás
- Ez a szócikk részben vagy egészben az Atli Pætursson Dam című német Wikipédia-szócikk ezen változatának fordításán alapul.  Az eredeti cikk szerkesztőit annak laptörténete sorolja fel. Ez a jelzés csupán a megfogalmazás eredetét és a szerzői jogokat jelzi, nem szolgál a cikkben szereplő információk forrásmegjelöléseként.